# Mercedes-Benz Classe GL/GLS (Type 166)
Le Mercedes-Benz X 166 est un SUV full-size du constructeur automobile allemand Mercedes-Benz Group. Le modèle a été dévoilé au public au Salon de l'automobile de New York en  avril 2012 et a été lancé pour la première fois aux États-Unis en juin 2012 avant d'arriver sur le marché allemand le 24 novembre 2012. Le X 166 représente la deuxième génération du GL et il est techniquement étroitement lié au Classe M (W 166). Au cours du lifting de novembre 2015, le GL a été renommé GLS. Le X 166 était construit à l'usine américaine de Mercedes-Benz, à Tuscaloosa. En avril 2019, la génération successeur, le X 167, a été présentée au Salon de l'automobile de New York.
Le X 166 fournit sa base technique au BJ90 de la marque chinoise Beijing.

## Spécifications techniques
Lors du lancement sur le marché en Allemagne, il y avait un moteur essence V8 biturbo de 4,7 litres d'une puissance de 320 kW (435 ch) dans le GL 500 4MATIC BlueEFFICIENCY et un moteur diesel V6 turbocompressé de 3,0 litres d'une puissance de 190 kW (258 ch) dans le GL 350 4MATIC BlueTEC, bien que ce dernier soit également proposé aux États-Unis, le moteur essence V8 est proposé en deux variantes : l'un d'une puissance de 270 kW (367 ch) dans le GL 450 4MATIC et l'autre d'une puissance de 320 kW (435 ch) dans le GL 550 4MATIC.
Le lancement sur le marché du modèle haut de gamme GL 63 AMG a eu lieu en novembre 2012. Tous les modèles sont couplés à la transmission automatique 7G-Tronic Plus à 7 rapports avec stop/start automatique et disposent de série de la transmission intégrale permanente 4MATIC. La suspension pneumatique (AIRMATIC) et la stabilisation antiroulis (Active Curve System) sont disponibles en option.
Avec le lifting de fin 2015, certains moteurs ont connu une augmentation de leurs performances. À l'exception de la version AMG, tous les véhicules sont désormais équipés de la transmission automatique 9G-Tronic à 9 rapports. De plus, de nouveaux systèmes d'assistance et la dernière génération de télématique sont introduits dans le GLS.

## Galerie

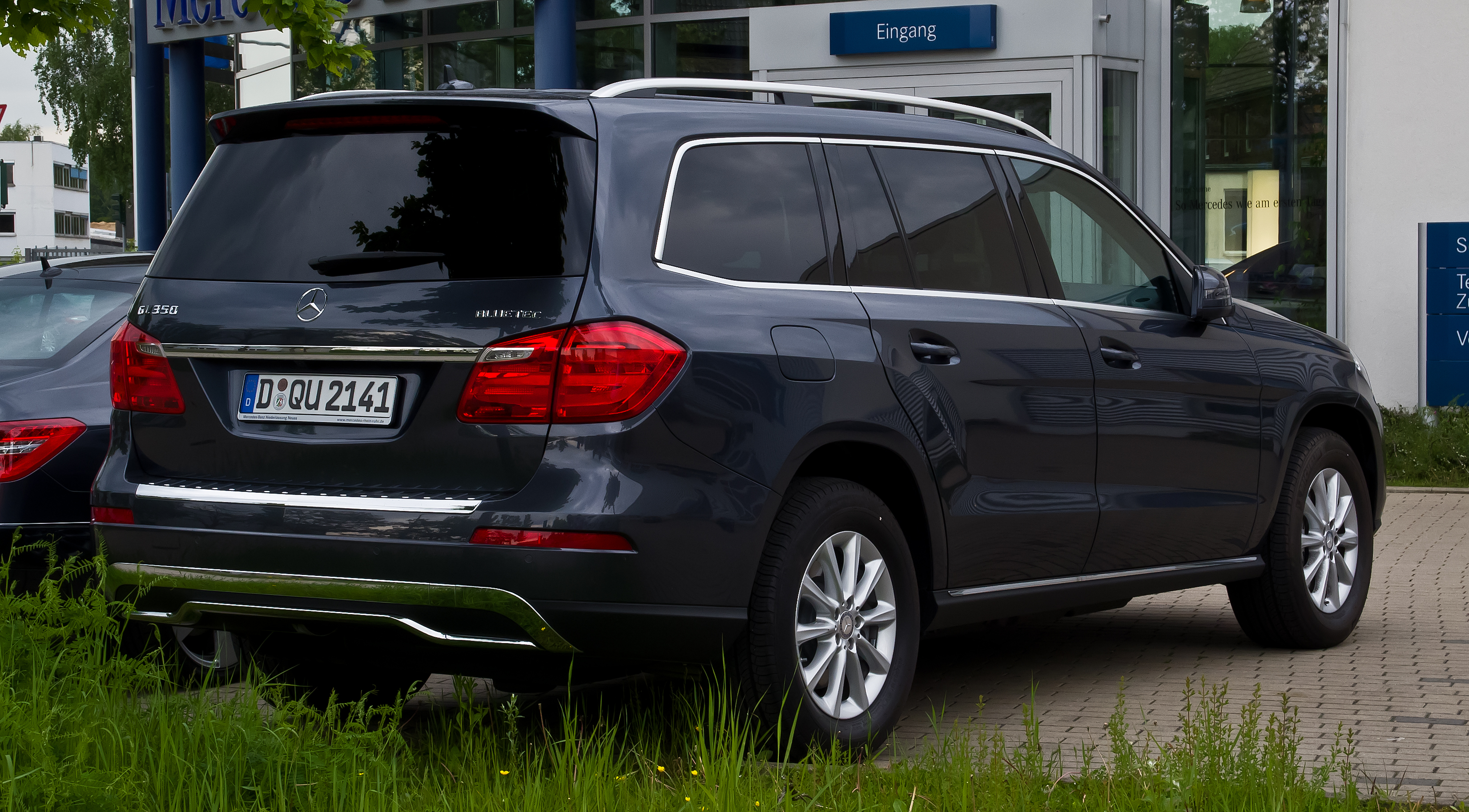
Vue arrière.
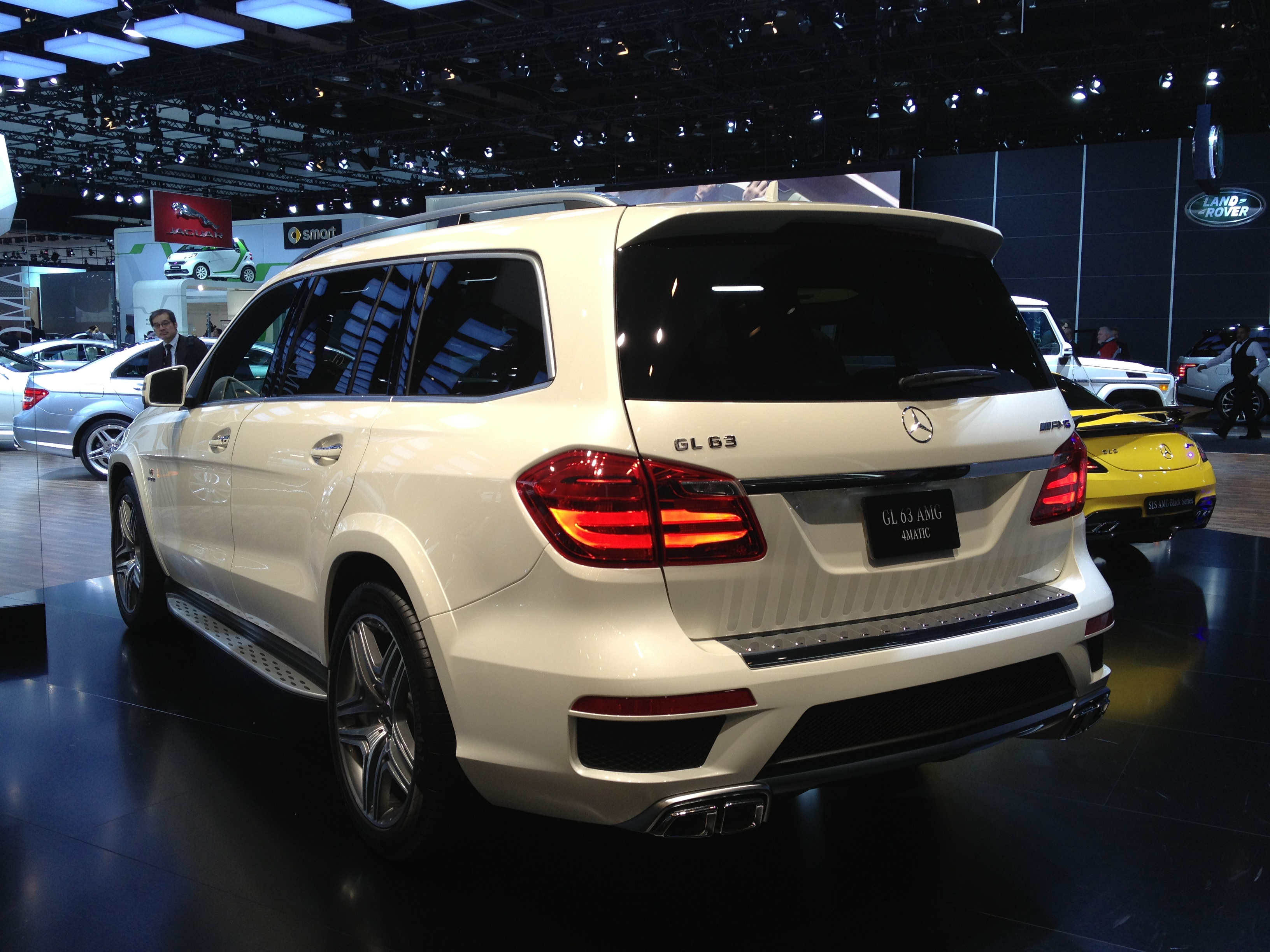
Mercedes-Benz GL 63 AMG (2012–2015).
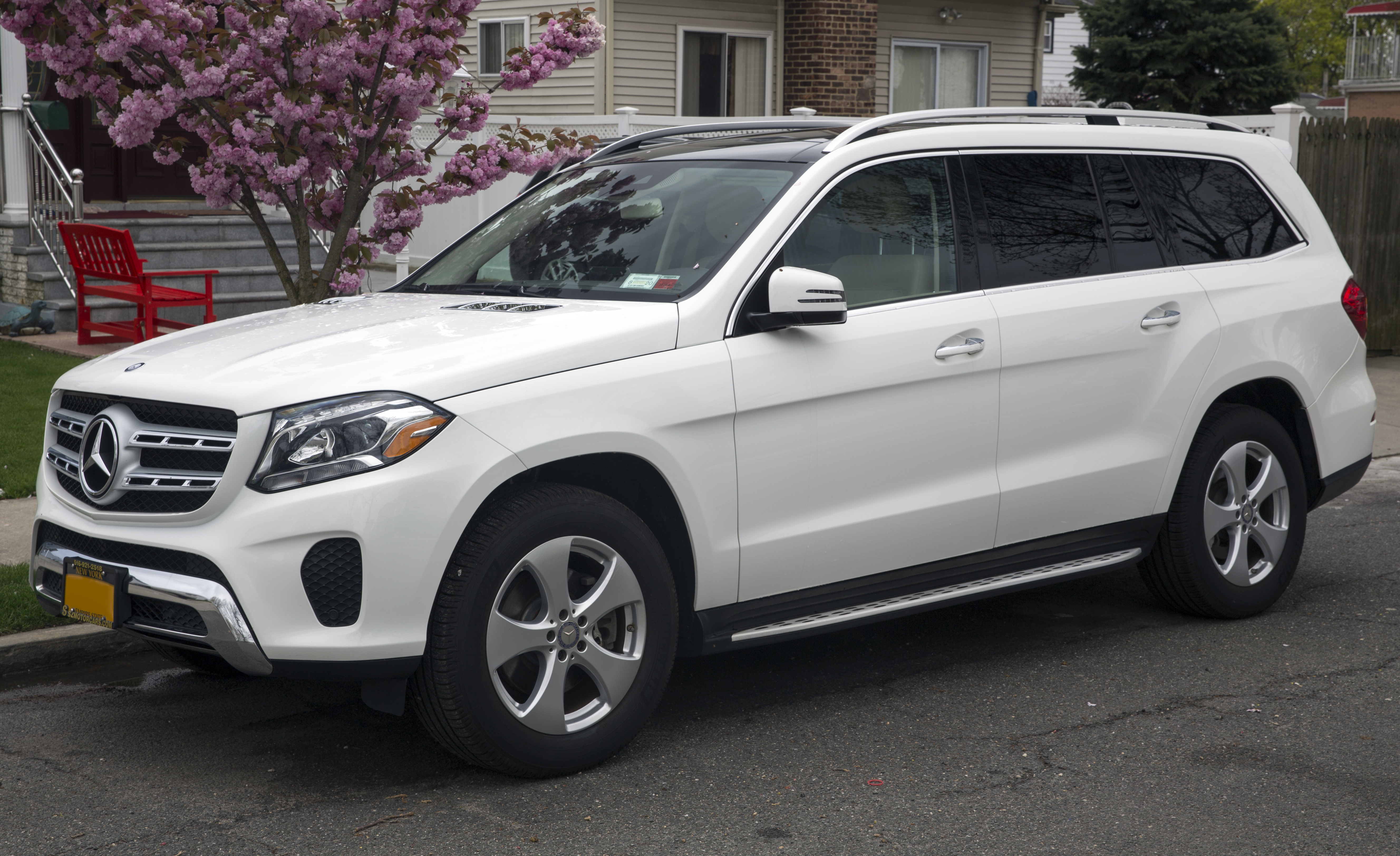
Mercedes-Benz GLS (2015–2019).